# モトカレマニア
『モトカレマニア』は、瀧波ユカリによる日本の漫画である。『Kiss』（講談社）にて、2017年9月号（2017年8月25日発売）から2021年5月号（2021年3月25日発売）まで連載された。瀧波ユカリとしては初めての女性向け漫画誌の連載である。元カレのことが忘れられない女性が、元カレと思いがけず再会を果たすところから始まる恋愛漫画。
2019年秋、新木優子と高良健吾のダブル主演でテレビドラマ化（フジテレビ系「木曜劇場」）された。

## あらすじ
27歳のOL・難波ユリカは、22歳のときに別れた元カレのマコチ以上の男性にそれ以後出会えず、神のように崇拝していた。別れて以来再会できていなかったマコチと、たまたま同じ会社で働くことになり、思いもかけない再会を果たすことになる。

## 登場人物
難波ユリカ
不動産会社に勤めるOL。元カレであるマコチのことが忘れられず、SNSで検索ばかりしている。27歳。名前は作者の氏名がよくされがちな誤記に由来しているが、作者自身のプロフィールは特に反映されていない。
マコチ
ユリカの元カレ。昔はダンサーを目指していた。不動産会社でともに働くこととなり、思いもかけぬ再会を果たすことになる。ユリカと交際していた頃の名前は斎藤真だったが、母親の再婚により現在の本名は福盛真。
社長
ユリカとマコチが勤めるチロリアン不動産の社長。本名は安藤一朗。
大沢
チロリアン不動産の社員でユリカの教育係。「ハラスメントを未然に防ぐ会」（略称ハラミ会）と称し、ホステス以外の女性と飲み会を開かないという会を他の社員たちと組織している。
白井
チロリアン不動産の社員。万年パシリという哀れな役目。
城さん
チロリアン不動産専務。
周防ひろ美
ユリカが通っていた大学の同期。

## 書誌情報
- 瀧波ユカリ 『モトカレマニア』、講談社〈講談社コミックスKiss〉、全6巻
  1. 2018年3月13日発売[講 1]、ISBN 978-4-06-511122-2
  2. 2018年11月13日発売[講 2]、ISBN 978-4-06-513902-8
  3. 2019年7月12日発売[講 3]、ISBN 978-4-06-516670-3
  4. 2019年12月13日発売[講 4]、ISBN 978-4-06-518089-1
  5. 2020年8月12日発売[講 5]、ISBN 978-4-06-520606-5
  6. 2021年5月13日発売[講 6]、ISBN 978-4-06-523244-6

## テレビドラマ
2019年10月17日から12月12日までフジテレビ系「木曜劇場」で木曜 22時から22時54分まで放送された。新木優子と高良健吾のダブル主演。なお、新木は地上波ドラマ初主演となる。

### キャスト
- 難波ユリカ - 新木優子
- 斉藤真 - 高良健吾
- 山下章生 - 浜野謙太[5]
- 来栖むぎ - 田中みな実[6]
- 周防ひろ美 - よしこ（ガンバレルーヤ）[7]
- 大沢将 - 森田甘路
- 白井忠文 - 関口メンディー（EXILE / GENERATIONS）[8]
- 増田隆志 - 加藤虎ノ介
- 新田浩二 - 朝井大智
- 服部紡 - 大倉空人[9]
- 近藤康 - 井上翔太
- 加賀千鶴 - 趣里[10]
- 安藤一朗 - 小手伸也[6]
- 丸の内さくら - 山口紗弥加[6] （学生時代：田畑志真）
- 駒込和真 - 淵上泰史（学生時代：山﨑光）
- 源翔 - 柿澤勇人
- 蓮沼桃香 - 矢田亜希子[11]（第5話から出演）

#### ゲスト
第1話
- ユリカのクズ元彼の1人 - 亜生（ミキ）

第3話
- 屈強な過去 - 清水泰地
- 花澤美希 - 田中こなつ

第4話、第9話
- あさちゃん - まひる（ガンバレルーヤ）

第5話
- 温泉旅館の客 - 峯村リエ

第9話
- 周防克也 ひろ美の夫 - 小森隼（GENERATIONS from EXILE TRIBE）
- 超特急

### スタッフ
- 原作 - 瀧波ユカリ 「モトカレマニア」（講談社「Kiss」連載中）
- 脚本 - 坪田文
- 音楽 - 田渕夏美、中村巴奈重
- 主題歌 - 超特急「Revival Love」（SDR）[16]
- オープニング曲 - 安田レイ「アシンメトリー」（SMEレコーズ）[17]
- プロデューサー - 草ヶ谷大輔
- 演出 - 並木道子、相沢秀幸
- 制作著作 - フジテレビ

### 放送日程
| 話数                                                                        | 放送日   | サブタイトル                                             | 演出     | 視聴率 |
| --------------------------------------------------------------------------- | -------- | -------------------------------------------------------- | -------- | ------ |
| 第1話                                                                       | 10月17日 | 最高の元カレ現る!! あなたにも忘れられない恋ありませんか? | 並木道子 | 5.6%   |
| 第2話                                                                       | 10月24日 | 三角関係に急展開! 元カレVS元カノマニア!                  | 並木道子 | 5.2%   |
| 第3話                                                                       | 10月31日 | 抑えられない…あなたが好き。突然の告白!                   | 相沢秀幸 | 4.1%   |
| 第4話                                                                       | 11月07日 | 第一章完結! 決別へ女たちの反撃開始!                      | 並木道子 | 3.0%   |
| 第5話                                                                       | 11月14日 | もう恋なんてしない 湯けむり傷心女子旅                    | 相沢秀幸 | 4.6%   |
| 第6話                                                                       | 11月21日 | 第二章、開幕! 恋敵現るも、真の敵は…                      | 関野宗紀 | 4.1%   |
| 第7話                                                                       | 11月28日 | 仕事か恋か…究極の選択!修羅場の宴!                        | 並木道子 | 4.3%   |
| 第8話                                                                       | 12月05日 | 物語は最終章へ!究極の匂わせ女子現る                      | 相沢秀幸 | 4.7%   |
| 最終話                                                                      | 12月12日 | 涙の最終回!最後の告白、未来への決意                      |          | 4.2%   |
| 平均視聴率 4.4%（視聴率はビデオリサーチ調べ、関東地区・世帯・リアルタイム） |          |                                                          |          |        |

| フジテレビ系 木曜劇場                                 | フジテレビ系 木曜劇場                        | フジテレビ系 木曜劇場                                  |
| 前番組                                                | 番組名                                       | 次番組                                                 |
| ----------------------------------------------------- | -------------------------------------------- | ------------------------------------------------------ |
| ルパンの娘（第1シリーズ） （2019年7月11日 - 9月26日） | モトカレマニア （2019年10月17日 - 12月12日） | アライブ がん専門医のカルテ （2020年1月9日 - 3月19日） |

### 講談社コミックスプラス
以下の出典は『講談社コミックスプラス』（講談社）内のページ。書誌情報の発売日の出典としている。
1. ↑  “『モトカレマニア（1）』”.  講談社. 2019年7月19日閲覧。
2. ↑  “『モトカレマニア（2）』”.   講談社. 2019年7月19日閲覧。
3. ↑  “『モトカレマニア（3）』”.   講談社. 2019年7月19日閲覧。
4. ↑  “『モトカレマニア（4）』”.   講談社. 2020年8月13日閲覧。
5. ↑  “『モトカレマニア（5）』”.   講談社. 2020年8月13日閲覧。
6. ↑  “『モトカレマニア（6）』”.   講談社. 2021年5月13日閲覧。